# Kakure kirišitan

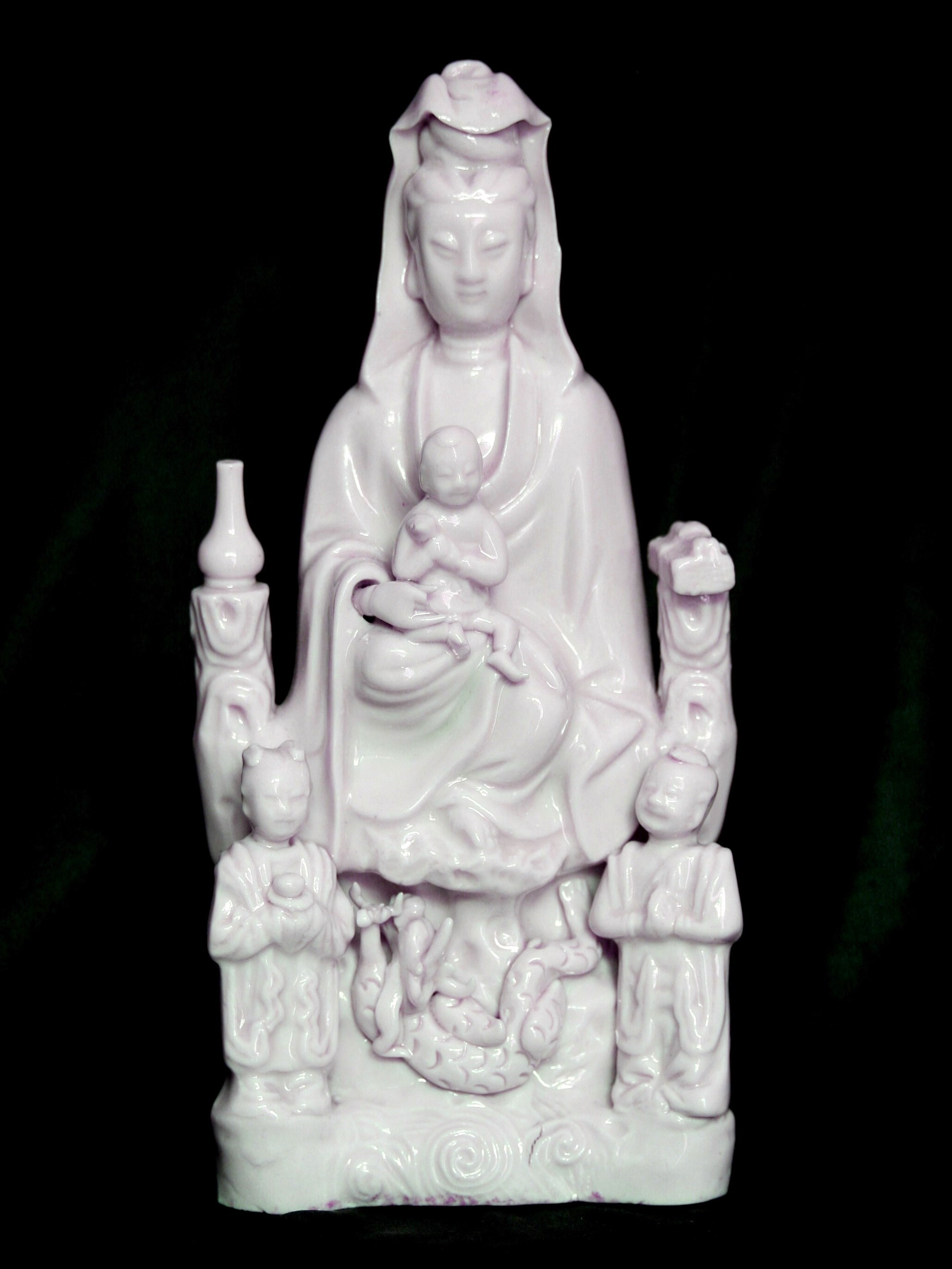
Soška Maria-Kannon: Panna Maria která se podobá budhistickému Avalókitéšvarvoi, aby byla zakryta její křesťanská identita. Sbírka Nantoyōsō, Japonsko.

Kakure kirišitan (japonsky 隠れキリシタン, doslova „skrytí křesťané“) je soudobý výraz označující japonského křesťana, obvykle katolíka v období Edo za vlády Tokugawů, který po šimabarském povstání žil ve skrytosti a neprojevoval své křesťanství navenek. Mnoho odhalených křesťanů v tomto období zemřelo mučednickou smrtí. Objevil je v roce 1865 misionář mons. Bernard Petitjean; v roce 1873, kdy bylo křesťanství v Japonsku oficiálně povoleno, jich bylo asi 30 tisíc. Malá část z nich se nepřipojila ke katolické církvi a existují dodnes jako hanare kirišitan (odloučení křesťané).

## Externí zdroje
- Introduction to the Hidden Christian (anglicky)